# San Vicente del Caguán
San Vicente del Caguán är en kommun i Colombia.   Den ligger i departementet Caquetá, i den centrala delen av landet, 280 km söder om huvudstaden Bogotá. Antalet invånare är 56 674.